# Léon Nafilyan
 (août 2011).
Si vous disposez d'ouvrages ou d'articles de référence ou si vous connaissez des sites web de qualité traitant du thème abordé ici, merci de compléter l'article en donnant les références utiles à sa vérifiabilité et en les liant à la section « Notes et références ».
Léon Nafilyan (en arménien Լևոն Նաֆիլեան) est un architecte français d'origine arménienne né à Constantinople en 1877 et mort à Nice en 1937. Diplômé de l'École nationale supérieure des beaux-arts de Paris, il mena ses activités essentiellement en France et en Égypte, mais également en Turquie, en Arménie, en Syrie, au Liban et en Éthiopie.
Bien qu'il se soit principalement orienté vers l'architecture domestique dans la seconde moitié de sa carrière, il est l'auteur de nombreuses églises pour les communautés arméniennes de France, d'Égypte et d'Éthiopie. Il est également l'architecte de la Maison des étudiants arméniens de la Cité internationale universitaire de Paris.

## Biographie et formation
Léon Nafilyan naît le 22 décembre 1877 à Constantinople (l'actuelle Istanbul). C'est de la forte communauté arménienne présente dans cette ville que sont issus sa mère et son père. Ce dernier, Andon (ou Antoine) Nafilyan, est médecin militaire, diplômé de la faculté de médecine de Paris.
Léon est envoyé faire ses études secondaires à Paris, où il est pensionnaire au collège Sainte-Barbe. Titulaire du baccalauréat, il entre à l'École nationale supérieure des beaux-arts en 1900, en qualité d'élève étranger, dans l'atelier d'Edmond Paulin. Après avoir obtenu une première médaille pour un projet destiné à la célébration du centenaire de la Villa Médicis, il est diplômé de l'École le 16 juin 1905.
Il retourne alors à Constantinople, où il collabore à des travaux d'aménagement sur les rives du Bosphore. Puis il voyage en Asie mineure, en Arménie et en Syrie, avant de revenir dans sa ville natale, où il se marie en 1911 avec Alitz (ou Alice) Portugal.
Le jeune couple part pour l'Égypte, où il restera quelques années. C'est l'occasion pour Nafilyan de participer à la construction de plusieurs immeubles, et de s'imprégner de l'art égyptien. Alitz et Léon retournent une dernière fois à Constantinople, avant de quitter précipitamment la ville pour Paris en 1915, sous la pression des événements politiques.
Marie donne le jour à leur premier fils, Mélik, en janvier 1916 à Lausanne, sur le chemin de l'exil. Ils s'établissent définitivement à Paris en 1917. C'est en 1922 que naît Michaël, leur second fils.
Dès lors, c'est de Paris que Nafilyan supervisera les commandes qu'il doit satisfaire dans les différents pays du Proche-Orient. Mais ce sont les commandes parisiennes, ou de la proche banlieue, qui accaparent principalement l'architecte. Au moins au début, ses clients sont en grande partie issus de la communauté arménienne de Paris. Il expose d'ailleurs, en 1927, avec d'autres artistes arméniens originaires de Turquie, à la Galerie Georges Petit de Paris.
Érudit et amateur d'art, Léon Nafilyan est aussi un bibliophile. Parmi les ouvrages rares qu'il collectionne, son goût personnel le conduit notamment à acquérir des livres de voyages concernant le monde oriental. La littérature gréco-romaine et la civilisation antique en général sont également très présents dans sa bibliothèque. Une partie de sa collection est passée en vente à l'Hôtel Drouot en 2000 ; un catalogue a été édité à cette occasion.
En 1931, Léon et sa femme sont naturalisés Français.
Léon Nafilyan meurt le 21 février 1937 à Nice, où il s'était retiré à la fin de sa vie.

## Style
Son style architectural témoigne de ces différents horizons, entre influence orientale (surtout présente dans le décor) et tradition française. Il fut proche de l'esthétique Art déco à la fin de sa carrière.

## Projets et réalisations

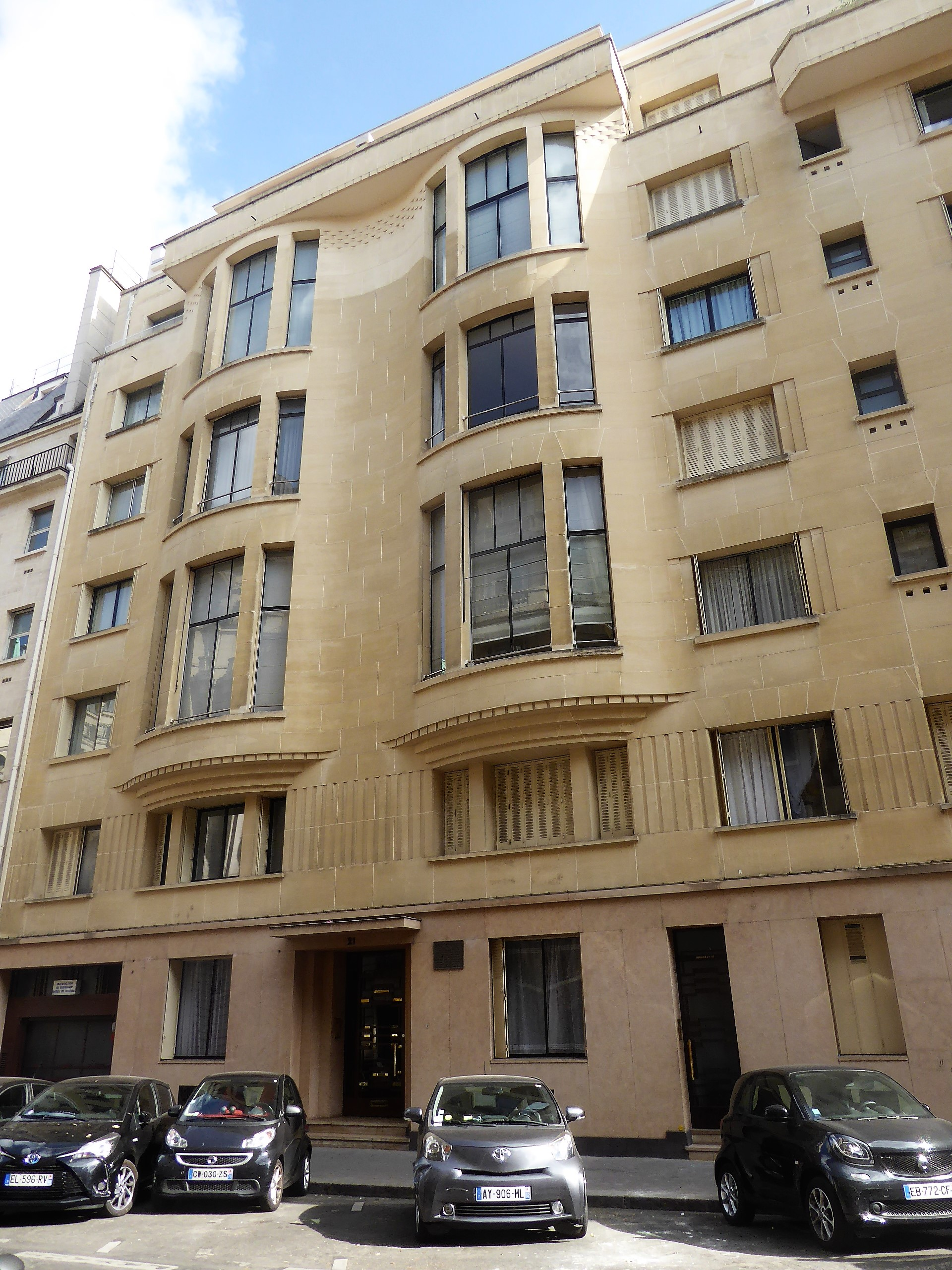
Immeuble 21 Rue Raynouard

### En France
- Maison des étudiants arméniens à la Cité Universitaire de Paris
- Eglise Saint Grégoire l'Illuminateur d'Arnouville
- Grand immeuble en forme de carré, ou peu s'en faut, de 1927 ou de 1930, non signé, des 9-11-11bis square Alboni, Paris 16e
- Immeuble du 21-25 rue Raynouard, Paris 16e (1933). Non signé.

### En Égypte
- Église Saint-Grégoire-l'Illuminateur, Héliopolis, Le Caire